# Kalocsa
Kalocsa [ˈkɒloʧɒ] (deutsch Kollotschau, kroatisch Kaloča) ist eine ungarische Stadt im  gleichnamigen Kreis im Komitat Bács-Kiskun. Sie ist eine der ältesten ungarischen Städte überhaupt und von großer historischer Bedeutung.

## Lage und Verkehr
Kalocsa liegt 120 km südlich von Budapest am östlichen Ufer der Donau. Durch Kalocsa verläuft in Nord-Süd-Richtung die Hauptstraße Nr. 51. Auf diese treffen in der Stadt die Landstraßen Nr. 5106, Nr. 5301 und Nr. 5308. Der Personenverkehr auf der Eisenbahnstrecke nach Kiskőrös wurde im Jahr 2007 eingestellt. Nordwestlich der Stadt befindet sich ein kleiner Flughafen.

## Geschichte
1001 gründet König Stephan I. im Rahmen der Etablierung eines Klerus bei seiner Christianisierung Ungarns ein Bistum in Kalocsa, erster Bischof wird Astrik-Anastas. 1135 erhält das Bistum den Rang eines Erzbistums. Rund 100 Jahre später errichtet Erzbischof Benedikt ein erstes steinernes Schloss (der ursprüngliche Bau war aus Holz). 
1529 zerstörten die türkischen Truppen die Stadt vollständig. Die bischöfliche Burg wurde als Festung weiter genutzt und 1602 sogar renoviert, die Stadt aber blieb verfallen, noch 1664 berichtet der türkische Reisende Evliya Çelebi nur von „einer Moschee, drei Krämerläden und einem kleinen Gasthof“.
Bei ihrer Vertreibung 1686 brannten die Türken die bischöfliche Burg nieder, Erzbischof Kollonich begann den Wiederaufbau mit der Renovierung der gotischen Kapelle, seine Nachfolger erweiterten den Bau bis zu seinem Abriss und dem Bau der neuen Residenz ab dem 24. Mai 1775. Zugleich belebte sich auch die Stadt wieder.
1784 gründete Erzbischof Ádám Patachich aus den teils mittelalterlichen Buchbeständen des Klosters und seiner über 17.000 Bände umfassenden Privatsammlung die bischöfliche Bibliothek, die, von seinen Nachfolgern weiter ausgebaut, heute über 140.000 Bände umfasst, darunter auch unschätzbar wertvolle Kodizes.
Erzbischof Lajos Haynald gründete das Jesuitenkolleg und versah es 1877 mit einer Sternwarte (Haynald-Observatorium), die bis 1950 in Betrieb war.
1875 wurden große Teile der Stadt bei einem Feuer zerstört.
Das Palais erlitt im Zweiten Weltkrieg starke Schäden, die bis heute noch nicht vollständig wieder ausgebessert wurden. Nach wie vor aber ist Kalocsa Sitz eines der bedeutendsten ungarischen Bistümer. Die Bevölkerungszahl von Kalocsa ist fallend, 1999 hatte die Stadt noch 17.807 Einwohner.

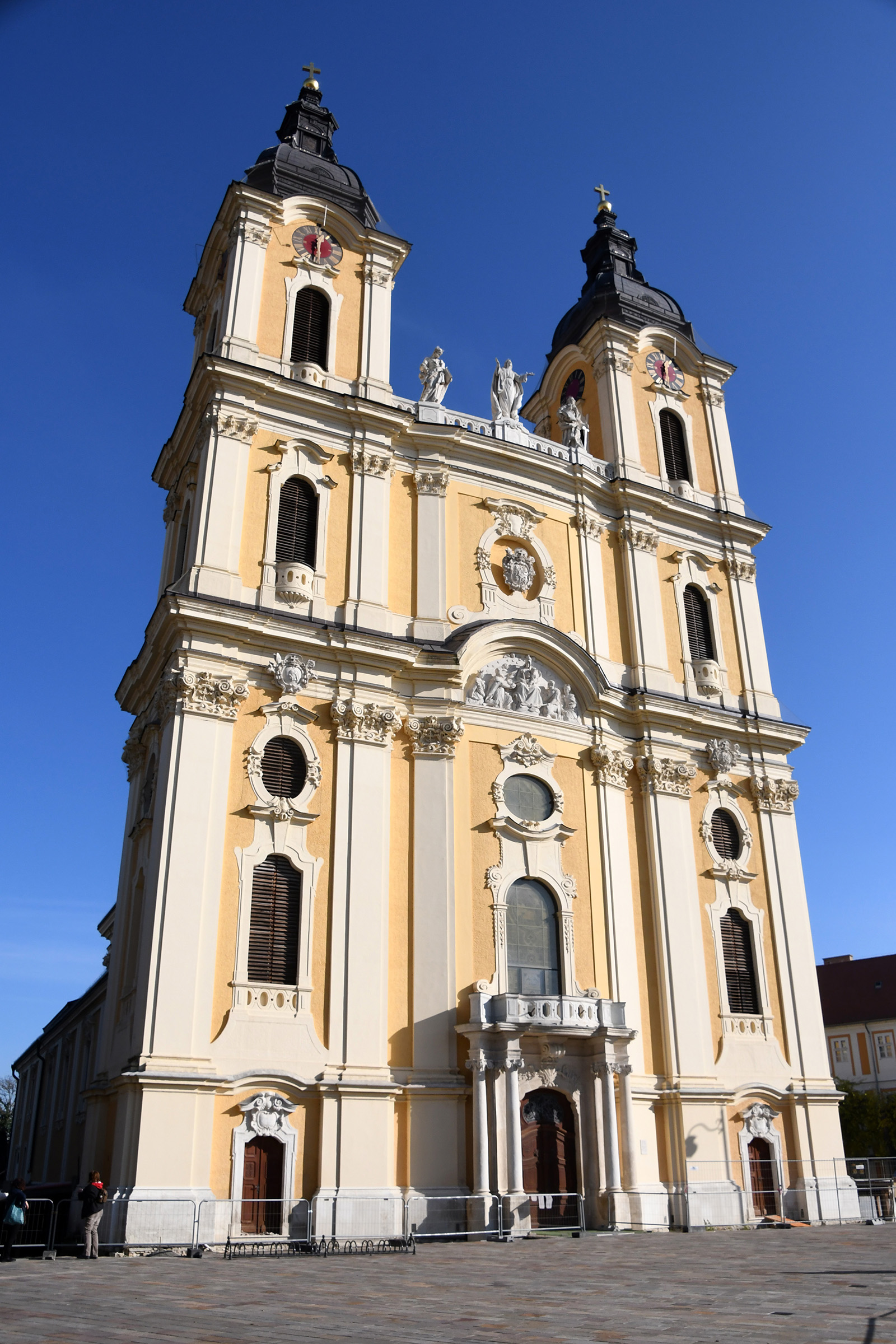
Kathedrale
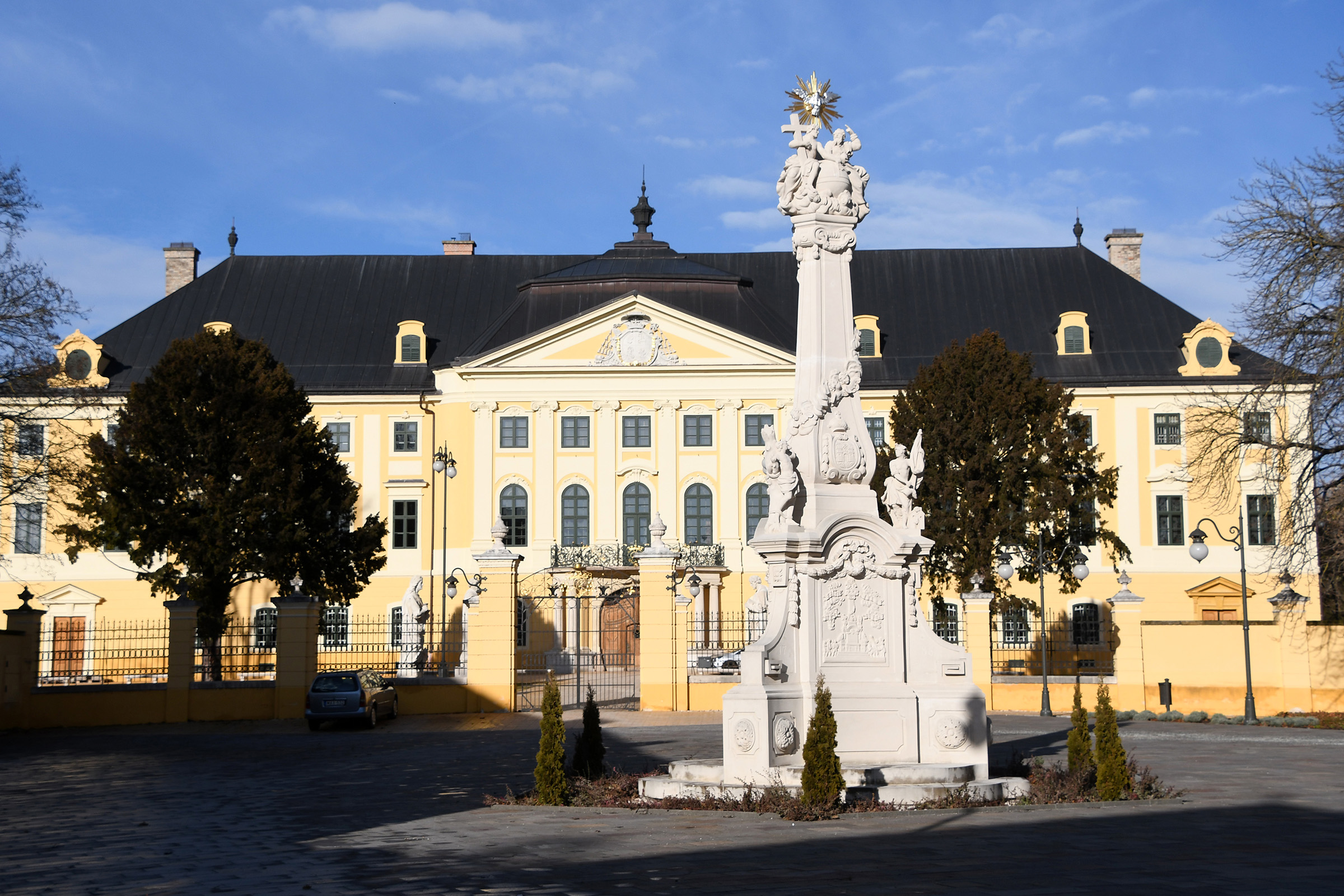
Domplatz mit Bischofspalast
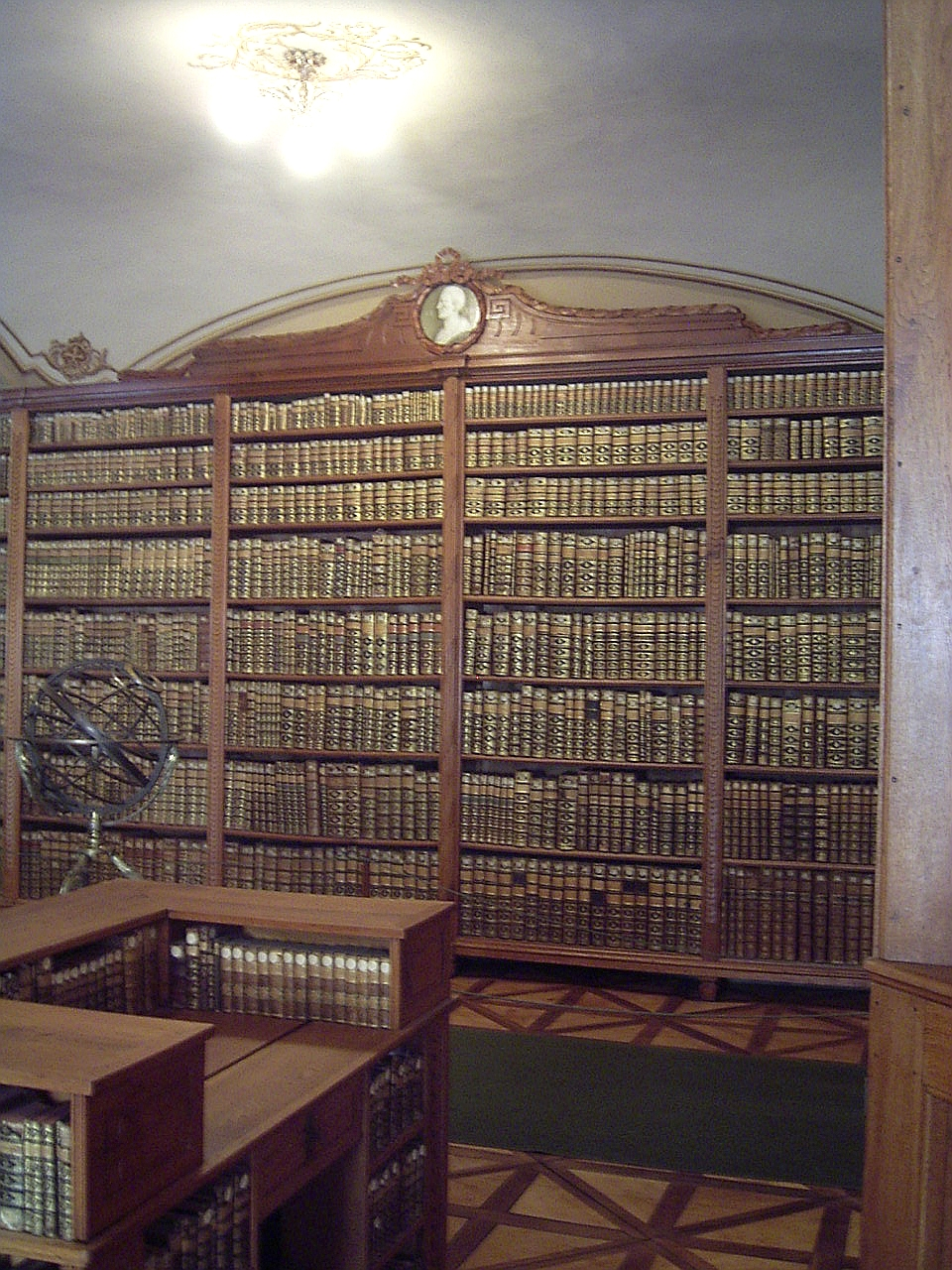
Bibliothek im Bischofspalast
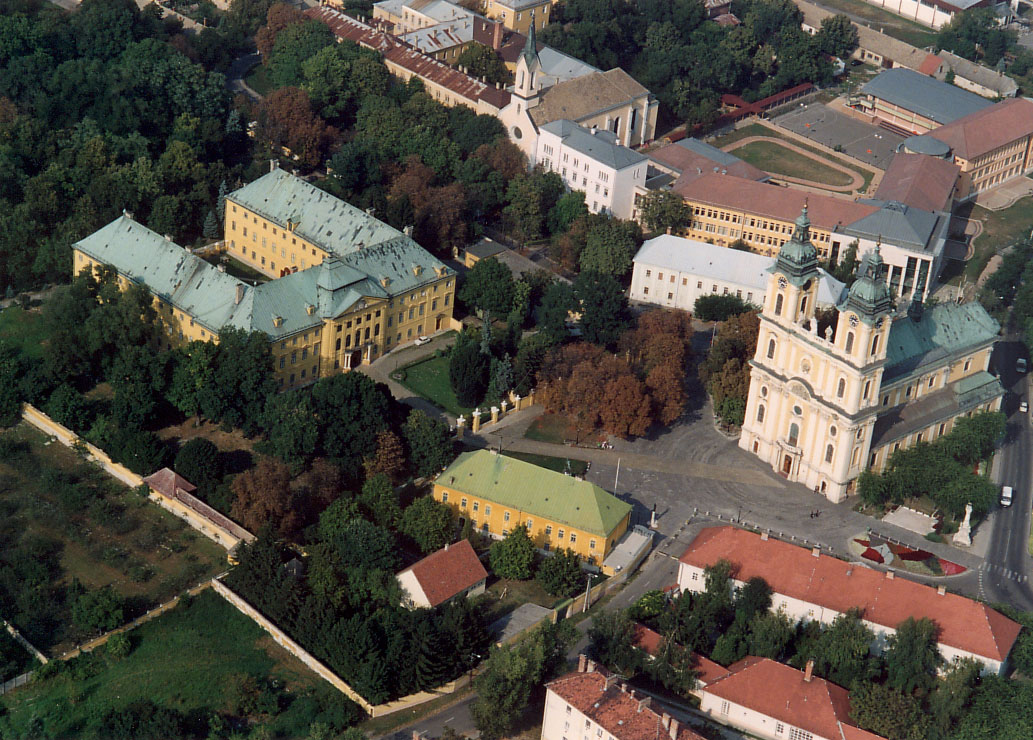
Erzbischöfliche Residenz in Kalocsa

## Wirtschaft
Kalocsa ist das Zentrum einer agrarisch orientierten Region. Anfang des 20. Jahrhunderts löste Kalocsa Szeged als Zentrum der ungarischen Paprika-Industrie ab und ist bis heute das weltgrößte Anbaugebiet für Paprika. Weitere bedeutende Standbeine der Region sind Wein, Obst, Flachs, Hanf und Getreide, aber auch der Fischfang.
Kalocsa ist zunehmend auch ein touristisches Ziel, vor allem für Kurzausflügler von Donaukreuzfahrten. Auch in diesem Sinne wurde im Jahr 2002 ein Thermalbad eröffnet.

## Stadtbild
Neben dem „Paprika-Museum“ sind der Domplatz mit den Domherrenhäusern, die Kathedrale Mariä Himmelfahrt mit der Orgel, auf welcher Franz Liszt des Öfteren spielte, und vor allem das erzbischöflichen Palais von Bedeutung. Im Palais sind neben der Bibliothek vor allem der Prunksaal, das Oratorium sowie die Deckenfresken beachtenswert. Der ehemals bischöfliche Park ist heute öffentlich zugänglich und birgt zahlreiche dendrologische Raritäten.
Die Stadt ist Sitz von Priester- und Lehrerseminaren.

## Söhne und Töchter der Stadt
- Alexander Katschanowski (* 1984), russischer Biathlet
- Tibor Kovács (1940–2013), Archäologe
- Ágnes Lakatos (* 1962), Jazz-Sängerin
- Nicolas Schöffer (1912–1992), französischer Bildhauer und Plastiker ungarischer Herkunft
- Imre Szendrei (1924–1983), Pianist und Hochschullehrer
- Tamas Ungvary (1936–2024), ungarisch-schwedischer Dirigent, Komponist und Musikpädagoge
- János Bárd (1908–1982), Bischof, philosophischer Theologe
- Zoltán Bagó (* 1975), Politiker

## Städtepartnerschaften
Es bestehen folgende Städtepartnerschaften:
- Altino, Italienm seit 2017
- Bethlehem, Palästinensische Autonomiegebiete, seit 2010
- Cristuru Secuiesc, Rumänien, seit 2000
- Kirchheim unter Teck, Deutschland, seit 1990
- Kula, Serbien, seit 2010
- Poljarnyje Sori, Russland, seit 2019
- Shenzhen, Volksrepublik China
- Totana, Spanien, seit 2005

Seit 2007 besteht ein Schüleraustausch mit dem Ratsgymnasium Goslar (Deutschland). Gleichfalls besteht ein Schüleraustausch mit der Freihof-Realschule in Kirchheim unter Teck (Deutschland).